# Вояж (рок-группа)
«Вояж» — советская и российская группа, игравшая хард-рок.

## История
Свою творческую деятельность Ольга Рожнова начала в 1980 году вместе с Александром Рогожкиным в Куйбышевской (Самарской) филармонии. В 1980—1986 годах Ольга Рожнова работала с Александром Рогожкиным в ВИА «Акварели».
В 1986—1987 годах была создана группа «Парк», Александром Рогожкиным и бывшим клавишником группы «Карнавал» — Алексеем Смирновым.
В 1987 году издается на компакт-кассете издается первый сольный альбом Ольги Рожновой «Опасная игра», который начал записываться ещё в 1984 году. В записи альбомы участвовали музыканты из группы «Парк». В альбом вошли песни, написанные Александром Рогожкиным в период с 1980 по 1986 года. Всего песен было девять на стихи М. Пушкиной, А. Тарковского, М. Дудина, Ю. Друниной. На песни «Старинная свеча», «Опасная игра», «Пластинка» («Недруг сделает гримасу») позже было снято видео.
После выпуска альбома Ольга Рожнова вместе с Александром Рогожкиным создают группу «Вояж». В 1988 году записан концертный альбом «Защитить своей судьбой», куда вошли песни из альбома «Опасная игра» и новые, позже вошедшие в альбом «Дорога». В этом же году творческим объединением «Вояж-сервис» и TV Останкино на песню «Грусть» был снят видеоклип.
Альбом «Дорога» был издан в 1990 году. В этом же году группа «Вояж» участвовала на концерте в Германии, затем вместе с певицей Энни Эддингтон (США), проживавшей в Германии, сняли видеоролик на песню «Face to Face». Затем были совместные концерты с ней в СССР и Германии. В 1991 году вновь проводила в Германии совместные концерты.
В 1992 году в честь названия группы был открыт рок-клуб «Вояж», в котором участвовали не только российские, но также группы из стран бывшего СССР и зарубежья. В клубе выступали такие группы, как «Ария», «Мастер», «Чёрный обелиск», «Шах», «Круиз», Владимир Кузьмин, Александр Барыкин, Николай Носков, «Бони НЕМ», Сергей Ефимов и «Удар», «Дай», Trizna, X-Rays, «Чин-Чин» и другие.
С 1993 по 1995 год на телевидении в программе «Rock-n-Roll T.V.» Ольга Рожнова вела 30-минутный блок с Алексеем Лапшиным — «Новости из рок-клуба Вояж».
В 1995 году издается альбом «Слёзы в огне», в котором принял участие Сергей Попов, будущий музыкант группы «Ария».
В 1996 году клуб «Вояж» был закрыт.

## Дискография

### Вояж
- Защитить своей судьбой (1988)
- Дорога (1990)
- Ухнем! Или Russians Are Coming (1991)
- Слёзы в огне (1995)

### Сольные проекты Ольги Рожновой
- Опасная игра (1984—1987)
- Top secret sex (совместно с Annie Addington) (1991)

## Состав

### 1988—1989
- Ольга Рожнова — вокал
- Александр Рогожкин — композитор, продюсер
- Сергей Петрухов «Мейсон» — гитара
- Сергей Тяжин — бас-гитара
- Вадим Золотых — клавишные
- Игорь Карташов — барабаны

### 1990—1995
- Ольга Рожнова — вокал
- Александр Рогожкин — композитор, продюсер
- Павел Борисов — гитара
- Сергей Петрухов «Мейсон» — гитара
- Сергей Тяжин — бас-гитара
- Вадим Золотых — клавишные
- Вадим Мавросовидис — барабаны

### 1995
- Александр Горячев, Аркадий Стародуб — лидер гитара
- Александр Рогожкин — композитор, продюсер
- Ольга Рожнова — вокал
- Вадим Мавросовидис — барабаны
- Сергей Тяжин — бас
- Вадим Золотых, Александр Астрашков — клавишные